# الشفق (فلم)
الشفق (بالإنجليزية: Twilight) فيلم فانتازيا رومانسي أمريكي أُصدر سنة 2008. حيث أخرجته الأمريكية كاثرين هاردويك مأخوذ عن رواية بنفس الاسم للكاتبة الأمريكية ستيفاني ماير. ويُعد الفيلم الأول في سلسلة أفلام ملحمة الشفق. قامت ببطولته الممثلة كريستين ستيوارت في دور بيلا سوان، مراهقة تقع في غرام مصاص دماء يُدعى إدوارد كولن قام بأداء دوره الممثل المشهور روبرت باتينسون. بقي المشروع في حوزة أفلام باراماونت لما يقرب من ثلاث سنوات قبل أن تقوم شركة سمت إنترتاينمنت بإنتاجه. كيفت مليسا روزنبرغ الرواية لتصبح فيلماً في أواخر 2007، قبل إضراب نقابة كتاب أمريكا 2007 - 2008. صُور الفيلم بشكلٍ رئيسي في واشنطن وأوريغون في أوائل 2008، وعُرض في 12 نوفمبر 2008. حصد الفيلم 35.7 مليون دولار في يوم افتتاحه.
في ديسمبر 2009، عرض الفيلم لأول مرة على قناة MBC Max مترجماً بالعربيّة مع حذف بعض الاشياء فيه إذ اختار المشاهد ذلك.

## قصة الفيلم
تنتقل فتاة منبوذة تبلغ من العمر سبعة عشر عامًا تدعى بيلا سوان إلى فوركس، واشنطن مع والدها تشارلي، وهو رئيس شرطة المدينة. عند انتقالها إلى مفترق الطرق، تلتقي بيلا بجاكوب بلاك، وسرعان ما يصبحان صديقين. في المدرسة، تلتقي بيلا بإدوارد كولين في درس علم الأحياء.
ذات يوم، كادت بيلا أن تصطدم بشاحنة بالقرب من موقف سيارات المدرسة، لكن إدوارد جاء لإنقاذها. بعد سلسلة من عمليات الإنقاذ من مصادر غير متوقعة، يشرح إدوارد لبيللا أنه في الواقع مصاص دماء خالد. يبدأون علاقة رومانسية، حيث يقدم إدوارد بيلا إلى بقية عشيرته، والتي تضم أليس، وجاسبر، وإيميت، وروزالي، الذين تم تبنيهم بشكل غير رسمي من قبل كارلايل وإسمي.
وفي الوقت نفسه، أصبحت مجموعة ثلاثية من مصاصي الدماء الرحل، والتي تتكون من جيمس وفيكتوريا ولوران، مفتونة ببيلا ويرون فيها وسيلة لمطاردتها كرياضة. في أحد الأيام، تتلقى بيلا مكالمة هاتفية تخبرها أن والدتها في خطر. تتتبع بيلا تلك المخططات إلى فينيكس، أريزونا، حيث تزور قاعة الولائم، حيث يختبئ جيمس على متنها. سرعان ما أدركت بيلا أن والدتها لم تكن في أي مشكلة على الإطلاق وأن ذلك كان في الواقع طريقة إعداد، حيث هاجمها جيمس. تُصاب بيلا بجروح وجروح نتيجة إصابتها بالسم، لكن عشيرة كولين تتدخل وتخضع جيمس قبل إحراقه حتى الموت. يقوم إدوارد بإزالة السم من جروح بيلا، مما يمنعها من التحول إلى مصاصة دماء.
يتم إدخال بيلا إلى المستشفى، حيث تتلقى العلاج بسبب كسر في ساقها، وتأتي والدتها لزيارتها. على الرغم من إصاباتها، يقنع إدوارد بيلا بالذهاب معه إلى حفل التخرج، الأمر الذي تقبله بيلا على مضض. إنهم يحضرون حفلة التخرج، والتي لها مزايا وعيوب. دون علم بحضورهم، كانت فيكتوريا تراقب كلا الطرفين سراً.

## الأبطال
- بيلا سوان وتلعب دورها الفنانة كريستين ستيوارت فتاة تبلغ سبعة عشر عاما انتقلت من مدينة صغيرة في فوركس إلى فينيكس، أريزونا، ووقعت في حب إدوارد كولن مصاص الدماء ولكن حياتها تقع في خطر من مصاص دماء آخر يحاول قتلها.
- إدوارد كولن ويلعب دوره الفنان روبرت باتينسون وهو مصاص دماء يبلغ من العمر 108 عاما والذي تحول في عام 1918 ولكن يظل في عمر سبعة عشر عاما وهو الذي يقع في حب بيلا سوان وعنده قدرة قراءه العقول هذا بالإضافة إلى سرعته الغير أدميه وقوته الخارقه.
- جاكوب بلاك ويلعب دوره الفنان تايلور لوتنر هو صديق طفولة قديم لبيلا سوان

الإنتاج

### تطور المشروع
تم اختيار الرواية الرومانسية الخارقة، الشفق لستيفيني ماير في الأصل من قبل شركة أفلام ام تي في التابعة لشركة باراماونت بيكتشرز في أبريل 2004، لكن السيناريو الذي تم تطويره لاحقًا كان مختلفًا تمامًا عن مصدره الأصلي. عندما أعادت شركة سمت إنترتاينمنت تعريف نفسها كاستوديو كامل الخدمات في أبريل 2007، بدأت في تطوير الفيلم المقتبس من جديد، بعد أن حصلت على حقوق باراماونت (التي صنعت فيلمًا غير ذي صلة بنفس العنوان في عام 1998). اعتبرت الشركة الفيلم فرصة لإطلاق امتياز تجاري على أساس نجاح سلسلة كتب ماير. تم التعاقد مع كاثرين هاردويك لتوجيه الفيلم وتم التعاقد مع ميليسا روزنبرغ لكتابة السيناريو في منتصف عام 2007.
طورت روزنبرغ مخططًا بحلول نهاية أغسطس، وتعاونت مع هاردويك في كتابة السيناريو خلال الشهر التالي. قالت روزنبرغ إن هاردويك «كانت شخصًا رائعًا ولديها كل أنواع الأفكار المميزة.... كنت أنهي المشاهد وأرسلها إليها، وأقوم بتطبيق ملاحظاتها.»بسبب إضراب نقابة الكتاب الأمريكية 2007-2008، عملت روزنبرغ بدوام كامل لإنهاء السيناريو قبل 31 أكتوبر. صرحت روزنبرغ قائلة عن تكييف الرواية من أجل الفيلم أنه كان لديها الكثير من أعمال التكثيف للقيام بها، حيث لم تظهر بعض الشخصيات من الرواية في السيناريو، بينما تم دمج بعض الشخصيات في شخصيات أخرى. أوضحت روزنبرغ: «كان هدفي طوال الوقت هو أن أظل صادقة مع الكتاب، ومع ذلك لم يكن من الممكن تكييفه كلمة لكلمة. لكن الأمر الأهم كان التأكد من أن شخصيات القصة ورحلاتها العاطفية هي نفسها.» اقترحت هاردويك استخدام تعليق صوتي للتعبير عن حوار بيلا الداخلي - حيث يتم سرد الرواية من وجهة نظرها - ورسمت بعض القصص المصورة أثناء مرحلة ما قبل الإنتاج.

### التكيف مع الرواية
عمل صانعو فيلم الشفق على إنشاء فيلم  مخلص للرواية حتى وإن لم يكن تحويل القصة إلى وسيلة أخرى بالأمر السهل. قال المنتج جريج موراديان، «من المهم جدًا معرفة أننا نصنع قطعة فنية منفصلة، من الواضح أن هذه القطعة ستبقى مخلصة للكتاب.... ولكن في نفس الوقت، لدينا مسؤولية أخرى تجاه صنع أفضل فيلم يمكنك صنعه». لضمان التكيف المخلص، ظلت ماير منخرطة للغاية في عملية الإنتاج، بعد أن تمت دعوتها لزيارة الموقع أثناء التصوير، بل وطُلب منها تقديم ملاحظات حول السيناريو وعلى مقطع تقريبي من الفيلم. قالت ماير عن هذه العملية، «لقد كان تبادلًا لطيفًا حقًا [بيني وبين المخرجين] منذ البداية، والذي أعتقد أنه ليس نموذجيًا للغاية. لقد كانوا مهتمين حقًا بأفكاري»، و «...لقد جعلوني أرى الحلقة والنص، وقالوا،» ماهو رأيك؟ وما هي أفكارك؟"... سمحوا لي بالتدخل في ذلك وأعتقد أنهم أخذوا 90 بالمائة مما قلته ودمجوه في النص. "أصرت ماير بشدة من أجل الإبقاء على سطر واحد على وجه الخصوص، وهو أحد أكثر السطور شهرة في الكتاب حول «الأسد والحمل»، ليتم الاحتفاظ به حرفيًا في الفيلم، وقد قالت ماير: «أعتقد في الواقع أن الطريقة التي كتبت بها ميليسا روزنبرغ السيناريو تبدو أفضل للفيلم [...] ولكن المشكلة هي أن هذا السطر راسخ في عقول الناس [...] لكنني قلت لها» كما تعلمين، إذا أخذت هذا الأمر وقمت بتغييره، فمن المحتمل جدًا أن يكون هناك رد فعل عنيف من الجمهور حوله". "تمت دعوة ماير لإنشاء قائمة مكتوبة بالأشياء التي لا يمكن تغييرها في الفيلم مثل إعطاء أنياب مصاصي الدماء أو قتل الشخصيات التي لا تموت في الكتاب، وقد وافق الأستوديو على اتباعها، واتفق النقاد على أن صانعي الفيلم نجحوا في صنع فيلم مخلص لمصدره، وقد أشار أحد المراجعين واحد مشيرًا إلى أنه، ومع بعض الإستثنائات القليلة، يعتبر «الشفق فيلمًا مخلصًا تمامًا لمصدره، رغم أن ذلك لم يعقه في تميزه».
ومع ذلك، كما هو الحال في أغلب الأحيان مع الأفلام المقتبسة، توجد اختلافات بين الفيلم ومواد المصدر. تم اقتطاع مشاهد معينة للكتاب من الفيلم، مثل مشهد في غرفة علم الأحياء حيث يقوم فصل بيلا بالكتابة بالدم. يوضح هاردويك، "حسنًا، يحتوي يحتوي الكتاب على ما يقرب من 500 صفحة - ععلينا فعلا استخراج اللب المحلى من كل ذلك... ولدينا بالفعل مشهدان في قاعة علم الأحياء: حيث يتواجدون هناك لأول مرة، ثم في الوقت الذي يتم فيه الاتصال.بالنسبة للفيلم، لا نريد أن تتكثف المَشَاهد، لدرجة أن يمل المُشَاِهُد من تكرار نفس اللقطات." تم أيضًا تغيير إعدادات محادثات معينة في الكتاب لجعل المشاهد أكثر "ديناميكية بصريًا" على الشاشة، مثل كشف بيلا أنها تعرف أن إدوارد مصاص دماء - يحدث هذا في مرج في الفيلم بدلاً من سيارة إدوارد في الرواية. تمت إضافة مشهد رحلة ميدانية في علم الأحياء إلى الفيلم لتكثيف لحظات إحباط بيلا من محاولة شرح كيف أنقذها إدوارد من سحقها بواسطة شاحنة. تم تقديم مصاصي الدماء الأشرار في الفيلم في وقت مبكر عن الرواية. قالت روزنبرغ "إنك لا ترى جيمس والأشرار الآخرين حتى الربع الأخير من الكتاب، وهو الأمر الذي لن ينجح حقًا في فيلم. أنت بحاجة إلى هذا التوتر المشؤوم فورًا. كنا بحاجة إلى رؤيتهم وهذا الخطر الوشيك من البداية. ولذا كان عليّ إنشاء قصة لهم، وما الذي كانوا على وشك فعله، لتجسيدهم قليلاً كشخصيات ". جمعت روزنبرغ أيضًا بعضًا من طلاب المدارس الثانوية البشرية، مع لورين مالوري وجيسيكا ستانلي في الرواية ليصبحوا شخصية جيسيكا في الفيلم، و"تم تجميع اثنين من الشخصيات البشرية المختلفة" ليصبحا إيريك يوركي. قال موراديان حول هذه الاختلافات عن الكتاب"أعتقد أننا قمنا بعمل حكيم حقًا في تقطير [الكتاب]. يحب أكبر ناقد لنا، ستيفاني ماير، السيناريو، وهذا يخبرني أننا اتخذنا جميع الخيارات الصحيحة حول ما يجب الاحتفاظ به وما يجب إلغائه.

## طاقم التمثيل
كانت كريستين ستيوارت في موقع تمثيل أدفنتورلاند عندما زارتها هاردويك لإجراء اختبار شاشة غير رسمي، وقد لاقى هذا الاختبار إعجابها. واجهت هاردويك صعوبة في العثور على ممثل من عالم آخر يستطيع لعب دور مصاص الدماء إدوارد كولين بشكل مقنع. ثم تلقت مكالمة بخصوص شاب يصلح للدور في لندن. صرحت هاردويك: نظرت إلى الصورة التي تم تقديمها لي وقلت«لست متأكدة من الأمر»  لقد تم فصل هذا الممثل من وظيفته الأخيرة، بالإضافة إلى أنه كان مديونا وعاطلا عن العمل. سافر باتينسون إلى لوس أنجلوس بمفرده للقراءة مع ستيوارت. شيلوه فرنانديز، جاكسون راثبون، بن بارنز وروبرت باتينسون كانوا آخر أربع ممثلين محتملين لدور إدوارد. تخيلت ماير أن يقوم هنري كافيل بالدور أثناء تأليفها للكتاب، لكنه كان يعتبر كبيرًا في السن بحلول الوقت الذي بدأ فيه الإنتاج. لم تختر هاردويك في البداية روبرت باتينسون لدور إدوارد كولين، ولكن بعد اختبار في منزلها مع حضور ستيوارت، تم اختياره.
قالت هاردويك، «صاحت كريستين مخاطبة إياها» يجب أن تختاري روب! «، لقد شعرت بالتواصل معه منذ اللحظة الأولى. تلك الكهرباء، أو الحب من النظرة الأولى، أو أيًا كان.» أعطت هاردويك الدور لروبرت باتينسون، لكن كان عليه أن يقطع وعدًا. قالت له هاردويك: «عليك أن تدرك أن كريستين تبلغ من العمر 17 عامًا»، «إنها قاصر. عليك التركيز، يا صاح، أو سيتم القبض عليك. وقد جعلته يقسم على كومة من الأناجيل». لم يكن باتينسون على دراية بسلسلة الروايات قبل اختبار أدائه. ولكنه قرأ الكتب لاحقًا. سمحت له ماير بمشاهدة مخطوطة من منتصف الليل غير المكتمل، والتي تؤرخ الأحداث في الشفق من وجهة نظر إدوارد. رد فعل المعجبين على اختيار باتينسون باعتباره إدوارد كان سلبياً في البداية؛ لاحظت راشيل لوفيفر أن "لكان على النساء رفض إدواردد قبل أن يتمكنوا من الانفتاح عليه، وتقبله ". كانت ماير «متحمسة» و «في قمة السعادة» بعد اختيار الشخصيتين الرئيسيتين. كانت قد أعربت عن رغبتها في تمثيل إيميلي براوننغ وهنري كافيل في دور بيلا وإدوارد، على التوالي، قبل الإنتاج.
رفض هنري كافيل، اختيار ماير الأصلي لإدوارد، دور كارلايل كولين. لم يكن بيتر فانسيلي في الأصل سيُمثل دور كولين. قال فانسيلي: «أحبتني هاردويك، لكن كان هناك ممثل آخر كان الاستوديو يود اختياره». لأسباب غير معروفة، لم يكن هذا الممثل قادرًا على لعب الدور وتم اختيار فانسيلي مكانه. كان اختيار آشلي غرين لتصوير أليس كولين موضوع انتقادات المعجبين لأن غرين أطول بـ 7 بوصات (18 سم) من شخصيتها كما هو موضح في الرواية. ذكرت ماير أيضًا أن راشيل لي كوك تشبه أكثر رؤيتها لأليس. عملت نيكي ريد سابقًا مع هاردويك في فيلم ثلاثه عشر، والتي كتبوها معًا، وكذلك أسياد دوغتاون. علق ريد قائلاً: «لا أريد أن أقول إنها مصادفة، لأننا نعمل معًا بشكل جيد، ولدينا تاريخ رائع. أعتقد أننا نقوم بعمل جيد، ولكن الأشخاص الذين وظفوا هاردويك لتوجيه الفيلم من المرجح أن يكونوا قد شاهدوا أعمالها لسابقة الأخرى».
كان كيلان لوتز في إفريقيا يصور مسلسل ايتش بي او القصير جيل قتل، عندما أجريت اختبارات أداء شخصية ايمات كولن. كان الدور قد تم بالفعل في الوقت الذي انتهى فيه الإنتاج في ديسمبر 2007، لكن الممثل الذي تم اختياره «فشل في تأدية الدور»؛ تم اختبار لوتز لاحقًا وتم نقله إلى ولاية أوريغون، حيث اختارته هاردويك شخصيًا. كانت راشيل لوفيفر مهتمة بمتابعة دور في الفيلم لأن هاردويك كان مرتبطًا بالمشروع كمخرج؛ كانت هناك أيضًا «إمكانية استكشاف شخصية، ونأمل أن تكون أكثر من ثلاثة أفلام»؛ وأرادت تصوير مصاص دماء. لقد اعتقدت أن مصاصي الدماء هم في الأساس أفضل استعارة لقلق الإنسان والأسئلة المتعلقة بالبقاء على قيد الحياة. خضعت كريستيان سيراتوس للاختبار في البداية لصالح جسيكا ستانلي، لكنها «وقعت تمامًا في حب أنجيلا» بعد قراءة الروايات ونجحت في الاستفادة من فرصة لاحقة لاختبار أداء أنجيلا ويبر. ذهب دور جيسيكا ستانلي إلى آنا كندريك، التي حصلت على الدور بعد تجربتين مختلطتين مع ممثلين مختلفين.

### استقبال نقدي
استنادًا إلى 219 تعليقًا تم جمعها بواسطة روتن توميتوز، حصل الفيلم على تصنيف 49٪ ومتوسط 5.41 من أصل 10. يقول الإجماع النقدي للموقع: «بعد أن فقد الكثير من قضيته في الانتقال إلى الشاشة الكبيرة، سوف يرضي توايلايت معجبيه المخلصين، ولكنه لن يفعل الكثير لارضاء المعجبين الجدد.» امافي ميتاكريتيك، لديها متوسط موزون قدره 56 بناءً على 38 مراجعة من نقاد الفيلم، مما يشير إلى «مراجعات مختلطة أو متوسطة». ووصف الناقد في نيويورك برس أرموند وايت الفيلم بأنه «كلاسيكي أصيل للبوب»، وأثنى على هاردويك لتحويله «سلسلة كتب ماير إلى رؤية برونتي». أعطى روجر إيبرت الفيلم نجمتين ونصف من أصل أربعة وكتب، «رأيته في معاينة سريعة. آخر مرة شاهدت فيها فيلمًا في نفس المسرح، رحب به الجمهور كفرصة لمتابعة الثرثرة والرسائل النصية والضحك على النكات الخاصة.اما هذه المرة كان الجمهور مفعمًا بالاهتمام». في مراجعته لصحيفة لوس أنجلوس تايمز، كتب كينيث توران، "الشفق بلا خجل هو قصة حب. وبغض النظر عن سخافة القصة المتأصلة جانبًا، فإنها تهدف إلى نقل سحر مقابلة ذلك الشخص المميز الذي كنت تنتظره. ربما يكون الأمر كذلك من الممكن أن تكون 13 سنة وأنثى لبضع ساعات بعد كل شيء " قدمت يو إس إيه توداي لفيلم اثنين من أصل أربعة نجوم وكتبت كلوديا بويج، «يقال إن ماير شاركت في إنتاج توايلايت، لكن روايتها كانت أكثر تشويقًا من الفيلم المضحك عن غير قصد والذي يُنسى بسرعة». منحت مجلة انترتينمنت ويكلي الفيلم تصنيف «ب» وأشاد أوين جليبرمان بإخراج هاردويك: «لقد أعادت تأمل رواية ماير كقطعة مزاجية مليئة بالسماء العاصفة والهرمونات المتموجة والتأثيرات المرئية الباهتة».

### وسائل الإعلام المنزلية
تم إصدار الفيلم على قرص دي في دي في أمريكا الشمالية في 21 مارس 2009، خلال حفلات إصدار منتصف الليل، وتم بيع أكثر من 3 ملايين قرص في اليوم الأول. وقد اصدر في 6 أبريل 2009 في المملكة المتحدة. وتضمن ميزات المكافأة حوالي 10 إلى 12 مشهدًا موسعًا أو محذوفًا، مونتاج ومقاطع فيديو موسيقية، مقابلات من وراء الكواليس، وقسم «صنع»، وتعليق يضم هاردويك وستيوارت وباتينسون. تم إصدار قرص بلوراي للفيلم في 21 مارس 2009، في مواقع محددة، ولكن تم توفيره على نطاق واسع في تجار التجزئة الآخرين في 5 مايو 2009. اعتبارًا من يوليو 2012، باع الفيلم 11242.519 قرص، وكسب 201,190,019 دولارًا.
تمت إعادة إصدار الفيلم والقطعتين التاليتين من الشفق كميزة ثلاثية مع تخفيضات ممتدة في 13 يناير 2015.
وتم إصدار الشفق على بلوراي في 23 أكتوبر 2018.

### لعبة فيديو
تم إصدار لعبة فيديو تريفيا للأفلام قامت بتطويرها سكرين لايف ونشرتها كونامي لأجهزة وي ونينتندو دي أس وحاسوب شخصي وآيفون جنبًا إلى جنب مع الفيلم الثاني.

### الجوائز
منذ صدوره، تلقى الشفق العديد من الترشيحات والجوائز. في يناير 2009، تم ترشيح كارتر بورول لجائزة أفضل مؤلف أفلام لهذا العام من قبل الرابطة الدولية لنقاد الموسيقى السينمائية. فاز روبرت باتينسون بجائزة برافو عن فئة الأفضل. في حفل توزيع جوائز ام تي في موفي اواردس لعام 2009، فاز باتينسون، الذي تم ترشيحه جنبًا إلى جنب مع تايلور لوتنر، بجائزة الأداء المتميز للذكور، ورُشح فيلم «فك الشفرة» لأفضل أغنية من فيلم، وفاز توايلايت بجائزة أفضل فيلم، وفازت كريستين ستيوارت بجائزة أفضل فيلم. وحصلت ستيوارت وباتينسون على جائزة أفضل قبلة، وفاز باتينسون وكام جيجانديت بجائزة أفضل قتال. فازت كريستيان سيراتوس بجائزة الفنان الصغير لأفضل أداء في فيلم روائي طويل: دعم الممثلة الشابة. بالنسبة جائزة اختيار المراهقين لعام 2009، التي عقدت في 9 أغسطس، تلقى الفيلم وممثلوه مجموعة من 12 ترشيحًا، فاز تسعة منها بالفيلم. في حفل توزيع جوائز الصرخة لعام 2009، تم ترشيح الفيلم لتسع جوائز، فاز أربع منها. حصل الفيلم على جائزتي ألما للماكياج وتصفيف الشعر. كما فاز بجائزة الاختيار العام في حفل توزيع جوائز الموسيقى التصويرية العالمية، حيث تم ترشيح كارتر بورويل أيضًا لجائزة ملحن العام. حصلت كاثرين هاردويك على جوائز هوليوود الشبابية عن إخراجها. بالإضافة إلى ذلك، تم ترشيح الفيلم لجائزة أفضل فيلم خيالي في حفل توزيع جوائز ساتورن الخامس والثلاثين  وجائزتي جرامي.

### طبعة موسعة
في عام 2015، أصدرت ليونزجيت إصدارًا ممتدًا يزيد قليلاً عن 4 دقائق. يتم تحريره في مشاهد الفيلم التي تم إصدارها بالفعل باسم «المشاهد المحذوفة» في إصدارات دي في دي السابقة.

## روابط خارجية
- مقالات تستعمل روابط فنية بلا صلة مع ويكي بيانات